# Alberto da Reggio
Alberto Roberti (Reggio nell'Emilia, ... – 22 luglio 1246) è stato un patriarca cattolico italiano.

## Biografia
Appartenente alla nobile famiglia dei Roberti di Reggio Emilia, partecipò alla seconda crociata.
Come vescovo di Brescia combatté le eresie patarine ed arnaldiste.
Nel 1219 andò in Egitto con Enrico di Settala, arcivescovo di Milano.
Nel 1221 ospitò a Brescia san Domenico. Nel 1226 fu promosso patriarca latino di Antiochia ed ospitò a lungo Enrico da Pisa.

## Stemma
- Di rosso, alla scala di tre pioli, d'oro, posta in palo[2]